# Phoenicocampa terinata
Phoenicocampa terinata es un género de polillas perteneciente a la familia Geometridae, descrito por primera vez en 1875. Se encuentra distribuido en Kenia, Malaui, Mozambique, Sudáfrica, Tanzania, Zambia y Zimbabue.